# ريكي سي
ريكي سي (بالإنجليزية: Ricky C) هو مغني أمريكي، ولد في 22 يوليو 1980 في شيكاغو في الولايات المتحدة. ريكي سي هو أيضًا كاتب أغاني وراقص وملحن موسيقي ومنتج ومهندس صوت. يسجل ويكتب بالأ الإنجليزية والإسبانية.

## وصلات خارجية
- الموقع الرسمي
- ريكي سي على موقع ميوزك برينز (الإنجليزية)
- ريكي سي على موقع ديسكوغز (الإنجليزية)